# Vânia Somaio Teixeira
Vânia Somaio Teixeira (Bauru, 30 aprile 1960) è un'ex cestista brasiliana.

## Carriera
Con il Brasile ha disputato quattro edizioni dei Campionati mondiali (1979, 1983, 1986, 1990).